# Úbrež
Úbrež es un municipio del distrito de Sobrance en la región de Košice, Eslovaquia, con una población estimada a final del año 2024 de 1112 habitantes.
Se encuentra ubicado al noreste de la región, en la cuenca hidrográfica del río Bodrog (afluente derecho del Tisza) y cerca de la frontera con la región de Prešov y Ucrania.

## Demografía
| Año        | 1994 | 2004     | 2014     | 2024     |
| ---------- | ---- | -------- | -------- | -------- |
| Población  | 580  | 650      | 746      | 1112     |
| Diferencia |      | +12,06 % | +14,76 % | +49,06 % |

| Año        | 2023 | 2024    |
| ---------- | ---- | ------- |
| Población  | 1090 | 1112    |
| Diferencia |      | +2,01 % |